# L'Escorxador (Gelida)
L'Escorxador és una obra de Gelida (Alt Penedès) protegida com a Bé Cultural d'Interès Local.

## Descripció
Nau aïllada de planta rectangular única, amb coberta a dues vessants de teula àrab. Les façanes són de composició simètrica amb coronament ondulat. Ús del llenguatge noucentista. Utilització del totxo vist en la cornisa de coronament, les cantores i els finestrals. Encavallades vistes a l'interior.